# 30.º Ejército (Japón)
El 30.º Ejército Japonés (第30軍, Dai-sanjyū gun) fue un ejército del Ejército Imperial Japonés durante los últimos días de la Segunda Guerra Mundial.

## Historia
El 30.º Ejército Japonés se formó inicialmente el 30 de julio de 1945 en la capital de Manchukuo, Hsinking. A medida que la situación de guerra en el frente del Pacífico se volvió cada vez más desesperada para Japón, el Ejército Imperial Japonés transfirió divisiones cada vez más experimentadas de Manchukuo a otros frentes. A principios de 1945, el cacareado Ejército de Kwantung se había vaciado en gran medida, y los indicios de una acumulación de fuerzas del Ejército Rojo en las fronteras de Mengjiang y Manchukuo eran alarmantes.
El 30.º Ejército Japonés fue asignado al 3.er Ejército Japonés de Área y tenía su base en el sur de Manchukuo, pero se formó solo unos días antes del comienzo de la invasión soviética de Manchuria, y su fuerza de reclutas, reservistas y civiles no tenía ni armas ni entrenamiento. La milicia no era rival para las experimentadas divisiones blindadas soviéticas endurecidas por la batalla. Después de una breve lucha en Hsinking (tiempo durante el cual los restos de la Guardia Imperial de Manchukuo también desertaron al lado soviético), el 30.º Ejército Japonés se rindió. La mayoría de sus supervivientes se convirtieron en prisioneros de guerra japoneses en la Unión Soviética, muchos de los cuales murieron en duras condiciones en Siberia y otras partes de la Unión Soviética.

## Comandantes
|                      | Nombre                        | Desde               | Hasta                |
| -------------------- | ----------------------------- | ------------------- | -------------------- |
| Comandante en Jefe   | Teniente general Shōjirō Iida | 30 de julio de 1945 | 15 de agosto de 1945 |
| Jefe de Estado Mayor | Mayor General Michio Kato     | 29 de julio de 1945 | 15 de agosto de 1945 |